# Myrteta moupinaria
Myrteta moupinaria är en fjärilsart som beskrevs av Charles Oberthür 1911. Myrteta moupinaria ingår i släktet Myrteta och familjen mätare. Inga underarter finns listade i Catalogue of Life.